# Chenzhai (köpinghuvudort i Kina, Zhejiang Sheng, lat 29,50, long 120,34)
Chenzhai (kinesiska: 陈宅, 陈宅镇) är en köpinghuvudort i Kina. Den ligger i provinsen Zhejiang, i den östra delen av landet, omkring 85 kilometer söder om provinshuvudstaden Hangzhou. Antalet invånare är 12 129. Befolkningen består av 6 319 kvinnor och 5 810 män. Barn under 15 år utgör 14,0 %, vuxna 15-64 år 67 %, och äldre över 65 år 18,0 %.
Runt Chenzhai är det tätbefolkat, med 427 invånare per kvadratkilometer. Närmaste större samhälle är Wangjiajing, 18,6 km nordväst om Chenzhai. I omgivningarna runt Chenzhai växer i huvudsak blandskog.
Genomsnittlig årsnederbörd är 2 143 millimeter. Den regnigaste månaden är juni, med i genomsnitt 396 mm nederbörd, och den torraste är januari, med 70 mm nederbörd.